# Linguística queer
A Linguística queer é uma área dos estudos em linguagem que atua na relação entre linguagem, gênero e sexualidade. O campo contrapõe a noção de identidades ontológicas, tomando-as, ao contrário disto, como projetos performativos que se constroem através da cultura, da sociedade, da história, da ideologia e do discurso. Dentro dos estudos linguísticos, a área se desdobra em uma abordagem subversiva e insurgente, na tentativa de compreender o mundo e a construção identitária de sujeitos, sejam estes dissidentes ou não. Assim, a Linguística Queer não versa estudar somente sujeitos que se encontram a margem, mas toda e qualquer identidade.

## Pressupostos históricos
O termo queer designou, por muito tempo, uma forma pejorativa de se referir a gays, lésbicas, transexuais e qualquer sujeito que não se enquadrasse a norma. Porém, o termo passou a ser usado por esses sujeitos em um movimento de caráter político, o que resultou em uma recontextualização da palavra. Referia-se, agora, a sujeitos dissidentes que problematizavam as estruturas que os colocava à margem, tal como aos estudos, pesquisas e movimentos que se desenvolvessem nessa perspectiva.
A Teoria Queer é resultado desses movimentos. Algumas de suas maiores influências são a Rebelião de Stonewall e a Revolução Sexual, que abriram espaços para que muita coisa passasse a ser discutida. A teoria abarca, de modo geral, pesquisas onde há o interesse em discutir questões voltadas a gênero e sexualidade, na tentativa de problematizar aquilo que é colocado como norma pelos valores hegemônicos. Tem origem na segunda metade do século XX, com a ascensão de estudos gays, lésbicos e feministas, e apresenta contribuições que são de suma importância para o advento da Linguística Queer enquanto ciência.
Um fato é que os estudos em linguagem desenvolvidos em períodos anteriores não se atentavam a questões que abarcassem as noções de gênero e sexualidade, e, se era feito, não passavam de abordagens descritivas e massivamente estereotipadas, a exemplo de um grande número de glossários e dicionários que tinham por proposta descrever a linguagem de gays e lésbicas.A Linguística Queer, por sua vez, surge no final do século XX, com a publicação do livro Queerly Phrased: Language, Gender and Sexuality (1997). A obra foi organizada pelas teóricas Anna Livia e Kira Hall, sendo composta por uma série de artigos que se desenvolviam tomando o conceito de performatividade como fio condutor. Desde então, o campo científico vem ganhando espaço nos estudos em linguagem, desenvolvendo uma abordagem subversiva que problematiza as identidades que são construídas dentro da cultura heteronormativa.

## Alguns conceitos
Dentro dos estudos realizados por uma perspectiva queer, um conceito que se faz importante é o de performatividade. O conceito nasce com o filósofo britânico J. L. Austin, na obra Quando o dizer é fazer (1990), em sua teoria dos atos de fala. Nela, era discutida a existência de enunciados constatativos (aqueles aos quais se atribui um caráter de verdadeiro ou falso) e enunciados performativos (que tomam a linguagem enquanto ação). Assim, o conceito de performatividade está atrelado a ideia de ação, o que significa que a linguagem não descreve ou representa o mundo, mas o produz. Em outras palavras, o mundo não é um referente sobre o qual se comenta, mas é um mundo posterior à linguagem, construído através dela.

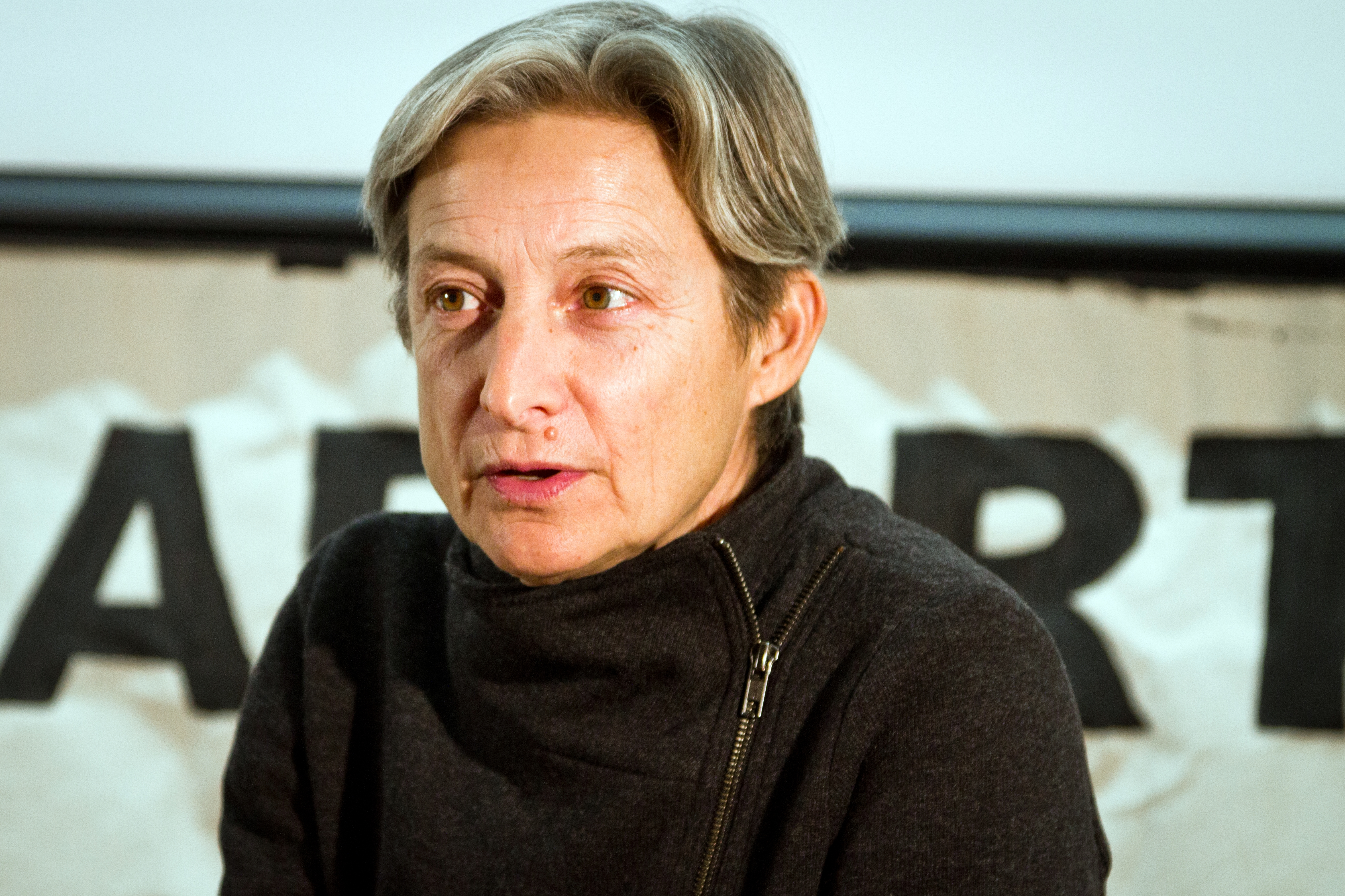
Judith Butler é umas das principais bases teóricas para a Linguística Queer

Outro conceito de grande relevância é o de citação, da filósofa feminista Judith Butler, uma das bases teóricas mais fortes dentro dos estudos da área. Também chamado de falas anteriores, o conceito compreende que os enunciados são precedidos por muitos outros, que um discurso se sustenta a partir de discursos anteriores. Nessa perspectiva, ao enunciar algo, o sujeito traz em sua fala a fala de outros, seja a tomando como válida ou a contrapondo.
Desta forma, a Linguística Queer entende todo texto é um ato performativo, isto é, um ato de fala, e que ele ganha força a partir de falas e discursos que o precederam, processo que se entende por citação. Dentro dessa abordagem, a área busca pensar o mundo, a linguagem, os corpos e as identidades a partir dessa noção de performatividade, tendo em vista que os sujeitos constroem a si e aos outros dentro de uma cena discursiva. Essa cena discursiva é também uma cena de interpelação, pois, ao enunciar, um sujeito tenta convencer outro(s) a tomar o que é dito como um sentido válido, o que pode ou não acontecer.